# 대지의 아들
"대지의 아들"은 한국에서 제작된 신경균 감독의 1949년 영화이다. 김건 등이 주연으로 출연하였고 신경균 등이 제작에 참여하였다.

## 출연

### 주연
- 김건
- 김연희

## 기타
- 녹음: 최칠복